# Тихохутірська сільська рада
Тихохутірська́ сільська́ ра́да — колишня адміністративно-територіальна одиниця та орган місцевого самоврядування в Жашківському районі Черкаської області. Адміністративний центр — село Тихий Хутір.

## Загальні відомості
- Населення ради: 666 осіб (станом на 2001 рік)

## Населені пункти
Сільській раді були підпорядковані населені пункти:
- с. Тихий Хутір

## Склад ради
Рада складалась з 14 депутатів та голови.
- Голова ради: Купчук Олег Васильович
- Секретар ради: Медведчук Людмила Володимирівна

### Керівний склад попередніх скликань
| Прізвище, ім'я, по батькові | Основні відомості                                                 | Дата обрання | Дата звільнення |
| --------------------------- | ----------------------------------------------------------------- | ------------ | --------------- |
| Цибульська Інна Іванівна    | Сільський голова, 1976 року народження                            | 26.03.2006   | 31.10.2010      |
| Купчук Олег Васильович      | Сільський голова, 1975 року народження, освіта середня спеціальна | 31.10.2010   |                 |

Примітка: таблиця складена за даними сайту Верховної Ради України

### Депутати
За результатами місцевих виборів 2010 року депутатами ради стали:

#### За суб'єктами висування
| Суб'єкт висування                 | Кількість обраних депутатів | %    |
| --------------------------------- | --------------------------- | ---- |
| Самовисування                     | 6                           | 42,9 |
| Партія регіонів                   | 4                           | 28,6 |
| Політична партія «Сильна Україна» | 3                           | 21,4 |
| Народна партія                    | 1                           | 7,1  |

#### За округами
| № округу                          | Прізвище, ім'я, по батькові     | Дата визнання обраним | Освіта             | Партійна приналежність                  | Відомості про обраного депутата                       |
| --------------------------------- | ------------------------------- | --------------------- | ------------------ | --------------------------------------- | ----------------------------------------------------- |
| Народна Партія                    |                                 |                       |                    |                                         |                                                       |
| 14                                | Медведчук Людмила Володимирівна | 02.11.2010            | середня спеціальна | член Народної партії                    | Тихохутірська сільська рада, секретар                 |
| Партія регіонів                   |                                 |                       |                    |                                         |                                                       |
| 6                                 | Криворучко Василь Миколайович   | 02.11.2010            | середня            | член Партії регіонів                    | ТОВ «Агроспілка „Прогрес“», тракторист                |
| 8                                 | Уманець Марія Степанівна        | 02.11.2010            | середня спеціальна | член Партії регіонів                    | тимчасово не працює                                   |
| 10                                | Шенько Галина Володимирівна     | 02.11.2010            | середня спеціальна | член Партії регіонів                    | Відділення поштового зв'язку, листоноша               |
| 11                                | Піддубна Тамара Федорівна       | 02.11.2010            | вища               | член Партії регіонів                    | Тихохутірська загальноосвітня школа І-ІІ ст., вчитель |
| Політична партія «Сильна Україна» |                                 |                       |                    |                                         |                                                       |
| 1                                 | Арсенюк Володимир Анатолійович  | 02.11.2010            | середня спеціальна | член Політичної партії «Сильна Україна» | приватний підприємець                                 |
| 2                                 | Гливенко Надія Василівна        | 02.11.2010            | вища               | член Політичної партії «Сильна Україна» | ІП «Агро Вільд Україна», бухгалтер                    |
| 7                                 | Джус Олександр Олексійович      | 02.11.2010            | вища               | член Політичної партії «Сильна Україна» | ІП «Агро Вільд Україна», регіональний представник     |
| Самовисування                     |                                 |                       |                    |                                         |                                                       |
| 3                                 | Семенчук Людмила Олексіївна     | 02.11.2010            | середня            | член Соціалістичної партії України      | Магазин № 97, продавець                               |
| 4                                 | Федун Василь Миколайович        | 02.11.2010            | середня спеціальна | член Політичної партії «Наша Україна»   | ТОВ "агро спілка «Прогрес», тракторист                |
| 5                                 | Федун Валентина Володимирівна   | 02.11.2010            | середня спеціальна | член Політичної партії «Наша Україна»   | Тихохутірська сільська рада, землевпорядник           |
| 9                                 | Піддубна Тетяна Петрівна        | 02.11.2010            | середня спеціальна | член Політичної партії «Наша Україна»   | пенсіонер                                             |
| 12                                | Пискун Микола Михайлович        | 02.11.2010            | середня            | член Соціалістичної партії України      | тимчасово не працює                                   |
| 13                                | Дергалюк Микола Іванович        | 02.11.2010            | середня спеціальна | позапартійний                           | приватний підприємець                                 |